# Jimmy Maxwell
Jimmy Maxwell (9. ledna 1917 – 20. července 2002) byl americký jazzový trumpetista. Zpočátku hrál na kornet, jeho pedagogem byl Herbert L. Clarke. V letech 1934 až 1934 hrál s klavíristou Gilem Evansem. V letech 1939 až 1943 byl členem kapely Bennyho Goodmana. Vystupoval s ním však i později, například v roce 1962 s ním odehrál turné v Sovětském svazu. Během své kariéry spolupracoval s mnoha dalšími hudebníky, mezi něž patří například Cannonball Adderley, Carmen McRae, J. J. Johnson, Manny Albam a Cannonball Adderley. Rovněž se věnoval pedagogické činnosti.